# Jingicoris
Jingicoris is een geslacht van wantsen uit de familie van de Tingidae (Netwantsen). Het geslacht werd voor het eerst wetenschappelijk beschreven door C.R. Li & L.Y. Zheng in 2002.

## Soorten
Het genus bevat de volgende soort:

- Jingicoris yunnanensis C.R. Li & L.Y. Zheng, 2002